# Ins Blaue
Ins Blaue ist ein deutscher Spielfilm von Rudolf Thome aus dem Jahr 2012. Die Handlung thematisiert die Produktion eines Filmes und ist ein klassischer Film im Film, der vielfältige komödiantische, aber auch einzelne dramatische Elemente enthält, aber keine Tragikomödie ist. Auffällig sind die zahlreichen Aphorismen wie der eines Mönchs, der sagt: „Ich besitze kein Handy – mit Gott kann man nicht telefonieren.“ Kinostart war der 30. August 2012.

## Handlung
Regisseurin Nike Rabenthal und ihr Vater Abraham, als Produzent, sind mit ihrer Filmcrew auf dem Weg nach Italien, um dort mit den Dreharbeiten des Direct-Cinema-Filmes Ins Blaue zu beginnen. In Italien angekommen, bezieht die Crew ihr Quartier in einem kleinen Hotel und beginnt am nächsten Morgen mit Dreharbeiten am Strand.
Nikes Film, ein hochambitionierter Kunstfilm in mediterraner Landschaft, soll ein naiv-allegorisches Liebeslustspiel werden. Es handelt von drei junge Frauen, die eine Reise durch Italien unternehmen. Sie fahren mit einem in die Jahre gekommenen VW-Bus und campieren bei ihrer Fahrt ins Blaue in einem Zelt. Auf ihrer Reise treffen sie einen Mönch, mit dem sie nicht nur über Gott und den Glauben philosophieren, sondern ihn mit in ihrem Zelt übernachten lassen. Sie überreden ihn die nächsten Tage bei ihnen zu bleiben und ihnen das Land zu zeigen. Später begegnen sie einem alten Philosophen, der mit Laura eine Liebschaft eingeht und einem stummen Fischer, an dem Josephine Gefallen findet und viel Zeit mit ihm allein verbringt.
Während der Dreharbeiten droht der Produktion das Geld auszugehen. Abraham versucht alles, um die Finanzierung des Films zu sichern, aber neue Geldgeber bleiben aus. Nike hat die Idee die beiden männlichen Rollen von einem Mitglied des Technik-Teams und ihrem Vater zu besetzen. Abraham ist wenig begeistert, weil er kein Schauspieler ist und es sich nicht zutraut glaubwürdig vor der Kamera zu agieren. Am Ende macht er seine Sache aber recht gut, da Abraham mit der Hauptdarstellerin Laura eine Liaison hat, was ihnen bei den Aufnahmen zugutekommt. Fatalerweise sind die Aufnahmen akustisch nicht in Ordnung. Toningenieur Lukas vermutet zunächst einen Fehler gemacht zu haben, doch so wie es aussieht ist das Aufnahmegerät defekt. Abraham schickt ihn sofort zurück nach Berlin und Nike will solange ohne Ton weiterdrehen. Lukas ist jedoch schnell wieder zurück und so laufen die weiteren Dreharbeiten wie geplant ab. Für Laura und Abraham steht ihre heikelste Szene an, denn sie müssen vor laufender Kamera eine Liebesszene drehen. Das geht schief, weil Laura den Dreh hysterisch abbricht. Es stellt sich heraus, dass sich Laura nur wegen der Aussicht auf die Filmrolle mit Abraham eingelassen hat, sie jetzt aber diese körperliche Nähe nicht mehr ertragen will. Nike ist von ihrem Vater so enttäuscht, dass sie ihn verflucht. Er verlässt daraufhin das Team und schreibt seiner Tochter zum Abschied einen Brief. Zum Glück sind die Dreharbeiten so gut wie beendet, sodass der Ausfall von Abrahams Rolle nicht so schlimm ist. Nike findet Trost bei Toningenieur Lukas und am Ende bei der erfolgreichen Premiere ihres Films in Berlin.

## Hintergrund
Vadim Glowna hatte in diesem Film seine letzte Rolle, bevor er im Januar 2012 verstarb.
In den Rezensionen wird die mögliche Parallele zwischen der Vater-Tochter-Beziehung der Filmhandlung und der Realität angesprochen. Thomes Tochter ist Regisseurin.
Die im Film verwendeten Aphorismen sind unter anderem:
- Das Paradies ist überall. Und wenn wir genau hinschauen, gleich um die Ecke.
- Auch technische Dinge wollen geliebt werden.
- Wir sind moderne Frauen, die sich zu helfen wissen.
- Für Dich tue ich alles.

## Kritik
Die Deutsche Film- und Medienbewertung (FBW) kommentierte: „Mit schönen Bildern, einer träumerischen Musikkomposition und gut aufgelegten Darstellern transportieren Thome und sein eingespieltes Team das leichte Gefühl von Jugend, Freiheit und Liebesglück unter der italienischen Sonne auf die Leinwand“.
Im Internetportal screenshot-online kritisierte Harald Mühlbeyer einfallslose und „ärgerliche Dialoge“.
epd-film.de wertete: „Seit mehr als vier Jahrzehnten gelingt es Rudolf Thome, sein Genre der beiläufig erzählten Komödien ins Kino zu bringen. Verlässlich spinnen seine Filme immer neue Varianten seiner Lieblingsthemen aus.“ Diesmal „tun die schönen Frauen an malerischen Schauplätzen ziemlich verrückte Dinge, die Männer wollen dabei nicht zurückstehen, sehen aber am Ende ungleich zerrupfter aus. Wichtig dabei: Rudolf Thomes Filme folgen unbeirrt dem Glauben, das wirkliche Leben finde vor der Kamera seine schönste Fortsetzung.“
Der Deutsche Filmdienst meinte: „Ein sommerlicher Reigen um Liebe, Lust und Filmemachen, dessen betonte Leichtigkeit und ‚Sexiness‘ freilich mit einer gewissen Oberflächlichkeit einhergeht. Diese lässt den Film mitunter recht blutarm wirken.“
Joachim Kurz beurteilte den Film für Kino-Zeit und befand: Auch in diesem Film „kommt es wie immer bei Thome zu Liebesgeschichten – beiläufigen, traurigen, unmöglichen und absurden. Solche, die einen lächeln lassen und ein bisschen still werden. Weil sie so sind, wie das Leben manchmal und das Kino viel zu selten ist.“ „‚Ins Blaue‘ ist ein echtes Geschenk – ein Film […], der ganz einfach aussieht und der doch unendlich kompliziert und raffiniert ist, ohne dabei im Geringsten anzustrengen. Vielleicht, nein, ziemlich sicher ist Thome ja damit etwas gelungen, von dem seine Filmtochter Nike nur träumen konnte – eine Kombination aus den Qualitäten der Nouvelle Vague mit den Gegebenheiten des 21. Jahrhunderts zu realisieren.“

## Auszeichnungen
Für ihre Leistung im Rahmen dieser Produktion wurde die Schauspielerin Alice Dwyer beim Preis der deutschen Filmkritik als beste Schauspielerin im Jahr 2012 nominiert.

## Trivia
Während des Drehs einer Badeszene im Meer erschien zufällig im Hintergrund ein Delfin, der mehrere Sprünge vollführte.